# Březnice (Zlín)
Březnice (in tedesco Brzesnitz) è un comune della Repubblica Ceca facente parte del distretto di Zlín, nella regione di Zlín.